# Jorge Rojas (chanteur)
Pour les articles homonymes, voir Jorge Rojas.
Jorge Rojas (né le 4 mars 1972 à Cutral Có) est un auteur-compositeur-interprète et producteur de musique argentin. De 1993 à 2005, il a été membre du groupe Los Nocheros avec lequel il est devenu célèbre et dont il est parti pour mener une carrière de soliste.
Il est connu en tant qu'auteur-compositeur pour des chansons comme No saber de ti, Cuando se enferma el amor, Búscalo en tu corazón.
Il a produit les albums de plusieurs artistes argentins comme Chaqueño Palavecino et Los Carabajal.

## Biographie

### Famille et jeunesse
Jorge Rojas est né à Cutral Có, dans la province de Neuquén, où ses parents profitaient d'une opportunité d'emploi parmi celles que la Patagonie offre. Mais en 1981, la famille est retournée dans le Gran Chaco de la province de Salta, dans une zone rurale appelée Marca Borrada, près de Tartagal, où elle avait ses racines et où Jorge Rojas a étudié dans une école primaire dans laquelle la plupart des élèves étaient principalement d'origine amérindienne.